# Untangle Linux
Untangle Linux — дистрибутив операционной системы Linux на основе Debian, разработанный компанией Untangle, Inc из города Сан Хосе в штате Калифорния, США. Ранее система называлась «Untangle Gateway». Позиционирует себя как «операционная система для маршрутизаторов». Применяется в маршрутизаторах на основе PC-совместимых систем и устройств на базе ARM-процессоров. Используется в качестве альтернативной прошивки на некоторых Wi-Fi маршрутизаторах Linksys, например, на модели WRT1900ACS. У Untangle Linux есть графический интерфейс, работающий на виртуальной машине Java. Основными функциями заявлены пакетный фильтр и проксирование соединений.